# Massacre de Gardelegen

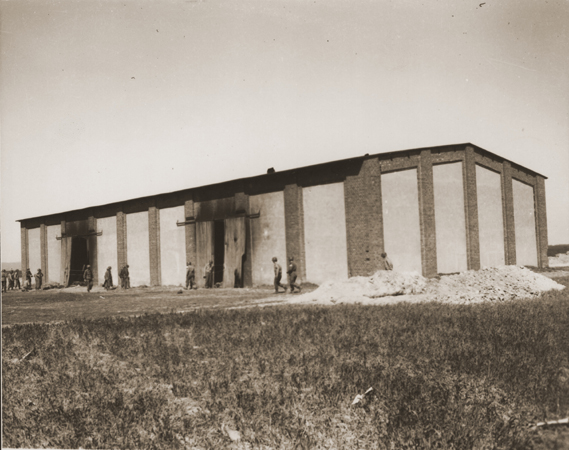
La grange incendiée durant le massacre de Gardelegen

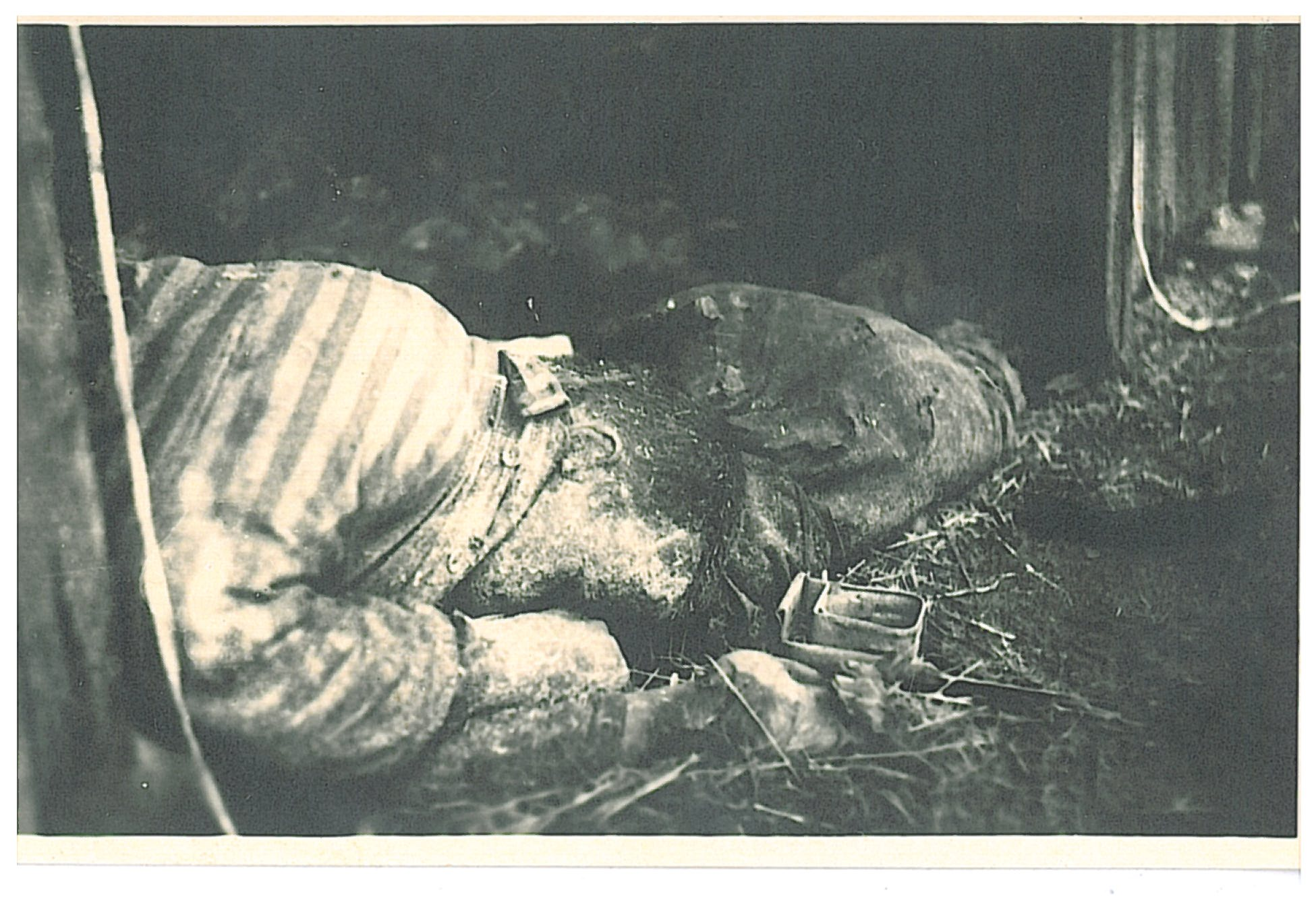
Prisonniers morts

Le massacre de Gardelegen est un massacre de travailleurs forcés, principalement polonais, perpétré par les troupes allemandes SS et de la Luftwaffe à la fin de la Seconde Guerre mondiale dans le nord de l'Allemagne.
Le 13 avril 1945, sur le domaine Isenschnibbe à proximité de la ville de Gardelegen (située entre Berlin et Hanovre, au nord de Magdebourg), les troupes ont rassemblé 1 016 travailleurs, pour la plupart Polonais, évacués des camps de concentration de Mittelbau-Dora et de Hannover-Stöcken, dans une grange qui a ensuite été incendiée. La plupart des prisonniers ont été brûlés vifs ; certains ont été abattus en essayant de s'échapper. Le crime a été découvert deux jours plus tard par la Compagnie F du 2e Bataillon du 405e Régiment de la 102e Division d'Infanterie des États-Unis, lorsque l'armée américaine a occupé la région.

## Détails

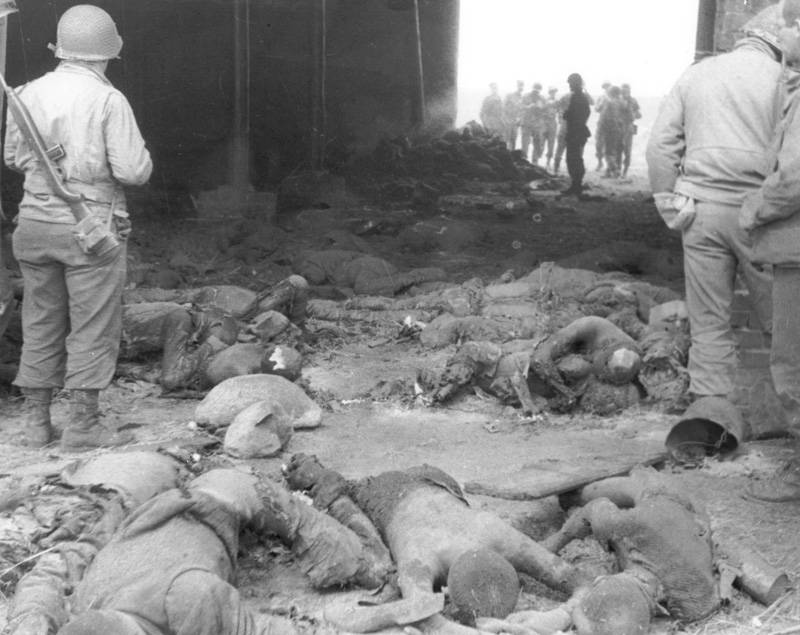
Des soldats américains près des corps dans la grange

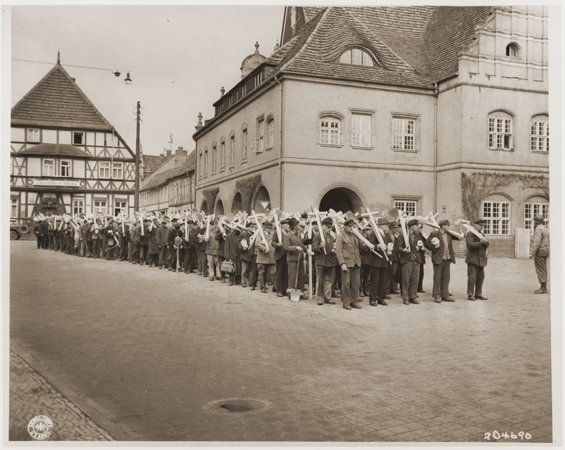
Sous la direction d'un soldat américain, des civils de Gardelegen portent des croix de bois à l'endroit où ils ont reçu l'ordre d'enterrer les corps des prisonniers des camps de concentration tués par les SS dans une grange juste à l'extérieur de la ville.

Le massacre semble avoir été découvert par hasard : le lieutenant américain Emerson Hunt, officier de liaison entre le QG de la 102e division et le 701e bataillon blindé, a été capturé le 14 avril 1945 et a fait croire aux forces allemandes défendant Gardelegen que les chars américains approchaient, provoquant ainsi la reddition du commandant allemand,. Les Américains sont arrivés sur le site avant que les Allemands aient eu le temps d'enterrer tous les corps.
Les 3-4 avril, après la traversée du Rhin par l'armée américaine et la poussée vers l'Allemagne, l'administration SS du camp de Mittelbau-Dora avait ordonné l'évacuation des prisonniers du camp principal et de plusieurs camps secondaires. L'objectif était de déplacer les détenus par train ou à pied vers les autres camps de concentration d'Allemagne du Nord : Bergen-Belsen, Sachsenhausen ou Neuengamme.
En quelques jours, environ 4000 prisonniers de Mittelbau-Dora, de ses camps satellites, et du camp de Hanovre-Stöcken, un camp extérieur de Neuengamme, arrivés dans la région de Gardelegen, sont débarqués des wagons car les trains ne peuvent plus avancer à cause des voies endommagées par les raids aériens alliés. Beaucoup moins nombreux que les prisonniers, les gardes SS commencent à recruter des renforts parmi les pompiers de la ville, la Luftwaffe, la Milice populaire (Volkssturm), les Jeunesses hitlériennes et d'autres organismes pour surveiller les détenus.
Le 13 avril, plus d'un millier de prisonniers, la plupart malades et trop faibles pour continuer à marcher, sont déplacés de la ville de Gardelegen vers une grande grange sur le domaine Isenschnibbe, et massés de force à l'intérieur du bâtiment. Les gardes barricadent les portes et mettent le feu à la paille imbibée d'essence. Les prisonniers qui ont échappé à l'incendie en creusant sous les murs de la grange sont tués par les gardes. Le lendemain, les SS et les auxiliaires locaux retournent sur les lieux pour effacer les traces de leur crime. Ils ont prévu d'incinérer ce qui reste des corps dans la grange et de tuer tous les survivants de l'incendie. L'avance rapide de la 102e division d'infanterie américaine empêche cependant les SS et leurs complices de mener à bien ce plan.
Le 14 avril, la 102e entre dans la ville de Gardelegen et, le lendemain, découvre l'atrocité. Les soldats américains trouvent les cadavres de 1016 prisonniers dans la grange et dans des tranchées à proximité, encore fumantes, où les SS avaient déposé les restes carbonisés. Ils questionnent plusieurs des prisonniers qui ont réussi à échapper à l'incendie et aux tirs. Les photographes de l'US Army Signal Corps documentent le crime nazi, et le 19 avril 1945, l'histoire du massacre de la ville de Gardelegen commence à paraître dans la presse occidentale. Ce jour, le New York Times et le Washington Post publient l'histoire du massacre, citant un soldat américain :

« Avant, je ne savais pas vraiment pourquoi je me battais. Avant cela, vous auriez dit que ces histoires étaient de la propagande, mais maintenant vous savez que ce n'en était pas. Il y a les corps et tous ces gars sont morts. »

Ont survécu à l'incendie de la grange et ont été retrouvés vivants par les soldats américains les prisonniers suivants : deux Polonais : Wladimir Wognia et Eugen Sieradzki ; Trois Français : Georges Cretin, Guy Chamaillard et Léon (dit Maurice) Roussineau ; un Italien : Amaro Castellevi ; un Hongrois : Géza Budai et deux Russes (noms inconnus).
Le 21 avril 1945, le major-général Franck A.Keating commandant de la 102e a ordonné à 200-300 hommes habitant Gardelegen de donner une sépulture convenable aux prisonniers assassinés. Les jours suivants, les civils allemands ont exhumé 586 corps des tranchées et récupéré 430 corps de la grange, les plaçant chacun dans une tombe individuelle.
Le 25 avril, la 102e a organisé une cérémonie pour honorer les morts et a érigé une plaque commémorative pour les victimes, qui déclarait que les habitants de Gardelegen devront « garder ces tombes vertes pour toujours, comme sera conservée la mémoire de ces malheureux dans le cœur des hommes épris de liberté partout dans le monde ». Le 25 avril également, le Colonel George Lynch a adressé aux civils allemands de Gardelegen la déclaration suivante :

« On a dit au peuple allemand que les histoires d'atrocités allemandes étaient de la propagande des Alliés. Ici, vous pouvez voir par vous-même. Certains vont dire que les Nazis étaient responsables de ce crime. D'autres vont montrer du doigt la Gestapo. La responsabilité ne leur incombe pas — c'est la responsabilité du peuple allemand....Votre prétendue Race supérieure a démontré qu'elle est supérieure seulement en criminalité, cruauté et sadisme. Vous avez perdu le respect du monde civilisé. »

## Enquête

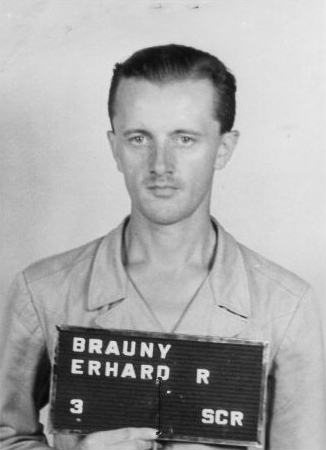
Erhard Brauny

Une enquête a été menée par le Lieutenant-Colonel Edward E. Cruise, de l'unité Crimes de Guerre de la Neuvième Armée.
Le texte du rapport du Lieutenant-Colonel Cruise et d'autres pièces sont archivés dans le fichier 000-12-242 de l'armée américaine.
Le SS-Untersturmführer Erhard Brauny (de), chef du transport des détenus évacués du camp de concentration de Mittelbau-Dora vers la ville de Gardelegen, a été jugé en 1947 par un tribunal militaire américain et condamné à la prison à perpépuité. Il est mort en 1950.
Le Kreisleiter Gerhard Thiele (de), responsable local du Parti nazi, qui a confirmé l'ordre d'exécution des détenus, a échappé aux poursuites en prenant une fausse identité. Il est mort en 1994.
Les déclarations des survivants ont été recueillies par l'écrivain polonais Melchior Wańkowicz et publiées en 1969.

## Monuments
La ville de Gardelegen a maintenu un mémorial national, qui a été restauré par l'ancienne République démocratique allemande à partir de 1952 jusqu'en 1971. En 2015 le Mémorial de la grange d´Isenschnibbe à Gardelegen est devenu une partie de la Fondation des Mémoriaux de la Saxe-Anhalt. En 2020 un nouveau Centre de Documentation a été inauguré par Frank-Walter Steinmeier, Président de la République Féderale d´Allemagne, et par Reiner Haseloff, Ministre-Présisent de la Saxe-Anhalt.
Le panneau du cimetière, érigé par l'Armée américaine, est ainsi libellé :

« Gardelegen
Cimetière Militaire
Ici reposent 1016 prisonniers de
guerre alliés qui ont été assassinés
par leurs ravisseurs.
Ils ont été inhumés par les habitants de
Gardelegen, responsables de garder ces
tombes vertes pour toujours, comme sera
conservée la mémoire de ces malheureux
dans le cœur des hommes épris de liberté
partout dans le monde.
Établi sous l'autorité de la 102e Division
d'Infanterie de l'Armée des États-Unis.
Le vandalisme sera puni par les peines
maximales selon les lois du gouvernement
militaire.
Frank A. Keating
Major Genéral, Commandement des
États-Unis d'Amérique »

Le panneau sur le mur restant de la grange, mis en place par les autorités de la République démocratique allemande, indique :

« VOUS ÊTES DEVANT LES RUINES D'UNE GRANGE, OÙ UN DES CRIMES LES PLUS CRUELS DU FASCISME A ÉTÉ COMMIS. DURANT LA NUIT DE LEUR LIBÉRATION, QUELQUES HEURES AVANT L'ARRIVÉE DES FORCES ALLIÉES, 1016 RÉSISTANTS ANTI-FASCISME DE TOUTES NATIONALITÉS ONT ÉTÉ BRUTALEMENT ET INHUMAINEMENT BRÛLÉS VIVANTS. SI JAMAIS VOUS RESSENTEZ DE L'INDIFFÉRENCE OU DE LA FAIBLESSE DANS LA LUTTE CONTRE LE FASCISME ET LA MENACE IMPÉRIALISTE DE GUERRE, SOYEZ RENFORCÉS PAR NOS MORTS INOUBLIABLES. »